# Júlio Silva (Tennisspieler)
Júlio Silva (* 1. Juli 1979 in Jundiaí) ist ein ehemaliger brasilianischer Tennisspieler.

## Karriere
Júlio Silva spielte hauptsächlich auf der ATP Challenger Tour und der ITF Future Tour, vereinzelt aber auch auf der ATP World Tour.
Er konnte vier Einzel- und neun Doppelsiege auf der ATP Challenger Tour feiern. Auf der ITF Future Tour gewann er sechzehn Einzel- und neun Doppelturniere. Am 2. November 2009 durchbrach er erstmals die Top 150 der Weltrangliste im Einzel und seine höchste Platzierung war der 144. Rang am 16. November 2009. Im Doppel durchbrach er zum 1. Dezember 2008 die Top 150 und erreichte als Bestwert den 132. Platz am 28. September 2009.
Sein erstes Einzelspiel auf der ATP World Tour bestritt er 2002 in Viña del Mar, wo er in der ersten Runde den Spanier Alberto Martín besiegte. In der zweiten Runde schied er dann gegen den Chilenen Nicolás Massú deutlich in zwei Sätzen mit 0:6 und 3:6 aus. Nach schwächeren Ergebnissen spielte er letztmals 2013 regelmäßig Turniere.

## Erfolge
| Legende (Anzahl der Siege)  |
| Grand Slam                  |
| ATP World Tour Finals       |
| ATP World Tour Masters 1000 |
| ATP World Tour 500          |
| ATP World Tour 250          |
| ATP Challenger Tour (13)    |

### Einzel

#### Turniersiege
| Nr. | Datum              | Turnier            | Belag     | Finalgegner           | Ergebnis      |
| --- | ------------------ | ------------------ | --------- | --------------------- | ------------- |
| 1.  | 11. August 2002    | Gramado            | Hartplatz | Iván Miranda          | 6:4, 6:2      |
| 2.  | 30. Oktober 2005   | Santiago de Chile  | Sand      | Rubén Ramírez Hidalgo | 6:2, 6:3      |
| 3.  | 2. August 2009     | Belo Horizonte     | Sand      | Eduardo Schwank       | 4:6, 6:3, 6:4 |
| 4.  | 18. September 2011 | Belo Horizonte (2) | Sand      | Gastão Elias          | 6:4, 6:4      |

### Doppel

#### Turniersiege
| Nr. | Datum             | Turnier                  | Belag     | Partner                | Finalgegner                         | Ergebnis         |
| --- | ----------------- | ------------------------ | --------- | ---------------------- | ----------------------------------- | ---------------- |
| 1.  | 18. März 2006     | Salinas                  | Hartplatz | Thiago Alves           | André Ghem Alexandre Simoni         | 3:6, 6:4, [10:4] |
| 2.  | 15. März 2008     | Salinas (2)              | Hartplatz | Caio Zampieri          | Sebastián Decoud Dick Norman        | 7:66, 6:2        |
| 3.  | 17. Mai 2008      | Zagreb                   | Sand      | Ivan Dodig             | Serhij Stachowskyj Tomáš Zíb        | 6:4, 7:61        |
| 4.  | 12. Juli 2008     | San Benedetto del Tronto | Sand      | Paolo Lorenzi          | Cătălin-Ionuț Gârd Max Raditschnigg | 6:3, 7:5         |
| 5.  | 12. Oktober 2008  | Florianópolis II         | Sand      | Rogério Dutra da Silva | Ricardo Hocevar André Miele         | 3:6, 6:4, [10:4] |
| 6.  | 8. August 2010    | Campos do Jordão         | Hartplatz | Rogério Dutra da Silva | Vítor Manzini Pedro Zerbini         | 7:63, 6:2        |
| 7.  | 5. Juni 2011      | Rijeka                   | Sand      | Paolo Lorenzi          | Dino Marcan Lovro Zovko             | 6:3, 6:2         |
| 8.  | 8. Januar 2012    | São Paulo                | Hartplatz | Fernando Romboli       | Jozef Kovalík José Pereira          | 7:5, 6:2         |
| 9.  | 11. November 2012 | São Leopoldo             | Sand      | Fabiano de Paula       | Ariel Behar Horacio Zeballos        | 6:1, 7:65        |